# Resident Evil (pel·lícula)
Resident Evil és una pel·lícula basada en l'adaptació del videojoc de terror (survival horror), produït per Capcom el 1996, Resident Evil. La pel·lícula és una coproducció britànica, nord-americana, francesa i alemanya, tot i que es va rodar en gran part a Alemanya. Protagonitzada per: Milla Jovovich, Michelle Rodriguez i James Purefoy, i dirigida per Paul W. S. Anderson, la pel·lícula va ser estrenada el 2002. Hi ha tres seqüeles, Apocalipsi, estrenada el 10 de setembre de 2004, Extinció, estrenada el 21 de setembre del 2007 i Afterlife, estrenada el 10 de setembre del 2010. La pel·lícula ha estat doblada al català.

## Argument
Som a principis del segle XXI i la Corporació Umbrella (paraigües en anglès) és la major empresa tecnològica dels Estats Units. La Corporació té una gran influència econòmica, política i social.
Als afores de Raccoon City hi ha el complex subterrani anomenat El Rusc que pertany a la Corporació, el centre està dedicat a la investigació genètica. Un lladre desconegut roba el virus modificat "T-virus" i el seu agent antivíric, i utilitza el virus per a contaminar tot el complex mitjançant el sistema de ventilació. La Reina Roja, un superordinador d'intel·ligència artificial que controla l'edifici, tanca automàticament tot el centre i mata tot el personal. Dues hores més tard, n'Alice es desperta amb amnèsia en una mansió buida, amb en Matt al seu costat. Apareix un grup de commandos de la Corporació que s'enduu en Matt i n'Alice cap als subterranis del metro. Els soldats han vingut a investigar què ha passat. Una doctora examina n'Alice i descobreix que la Reina Roja ha deixat anar un gas que li ha provocat l'amnèsia, però ningú sap perquè l'ordinador ha segellat el complex.
De camí cap als subterranis es troben n'Spence, el marit de n'Alice, qui també pateix amnèsia, ells dos eren els encarregats de vigilar l'entrada al complex fent-se passar per una parella que viu en una mansió. Segons els commandos, tots pertanyen a la Corporació excepte en Matt, en Matt aleshores afirma que és un policia que acaba de ser transferit allà. A poc a poc n'Alice i el seu marit comencen a recuperar la memòria. El grup entra al Rusc pels subterranis, tenen poques hores abans no quedi tot el complex segellat per sempre. Arriben fins a la sala on hi ha la Reina, però la sala està protegida per un sistema de defensa que mata tres dels soldats i la doctora. N'Alice i en Kaplan, un dels commandos, aconsegueixen arribar fins al superordinador i la Reina els amenaça afirmant que tots moriran. La desconnecten i això fa que s'obrin les portes i allibera el personal ara zombis i una mena d'humans-animals zombis mutats (lickers en anglès) que hi havia engabiats.
Els soldats senten sorolls i surten a investigar, es troben a un dels treballadors i intenten assistir-lo pensant que és un supervivent, però aviat descobreixen que és un zombi i li disparen. Els trets fan venir la resta del grup i es troben ben aviat lluitant contra una colla de zombis. La Rain, un dels soldats, acaba mossegada dues vegades i infectada, i en JD, un company seu, acaba assassinat pels zombis. En Matt i n'Alice se separen del grup accidentalment i en Matt es posa a buscar na Lisa, la seva germana. La troben, però na Lisa s'ha convertit en zombi i intenta matar el seu germà. N'Alice el salva. En Matt explica a n'Alice que la seva germana i ell són activistes ecologistes, que ell és un agent policial que investiga experiments delictius i que na Lisa s'havia infiltrat al complex per a robar una mostra del virus i obtenir proves dels experiments il·legals de la Corporació.
Els supervivents es retroben a la sala de la Reina i la tornen a connectar perquè els digui com sortir d'allà. Escapen pels túnels de manteniment, però els zombis els persegueixen i mosseguen en Kaplan, qui queda separat del grup. N'Alice recorda que hi ha un laboratori on es guardava el virus i la vacuna, que podria salvar als infectats, es dirigeixen cap allà però no la troben. N'Spence recorda que ell és qui ha robat els dos productes i qui ha infestat el Rusc, també recorda que els té guardats en un tren. Un zombi mossega i infecta n'Spence, qui tanca la resta del grup en el laboratori i fuig cap al tren a buscar la vacuna. Però un licker el mata abans no es pugui vacunar. Els altres ho veuen tot des d'un monitor. Mentrestant en Kaplan els allibera i marxen cap al tren. En arribar es troben l'Spence convertir i el maten, injecten a la Rain i a en Kaplan amb l'antivíric, però el licker els ataca i mata en Kaplan, la Rain es converteix i la maten i el licker mossega en Matt. N'Alice i en Matt aconsegueixen sortir del complex just en el moment en què queda segellat.
Quan els dos arriben a la mansió, en Matt comença a mostrar símptomes de mutació, però abans que n'Alice no li pugui injectar l'antivíric, entren més commandos i una colla de científics de la Corporació i s'enduen en Matt, una científica explica que el necessita per al "Projecte Nèmesi". També expliquen que volen reobrir el Rusc. N'Alice intenta aturar-los, però la deixen inconscient.
N'Alice es desperta lligada en un hospital de Raccoon City, s'escapa i es troba una ciutat deserta i destruïda. Un diari explica que el virus es va escampar per la superfície, quan els de la Corporació van reobrir el complex, i que va crear un exèrcit de zombis que van arrasar la ciutat. N'Alice troba una arma en un cotxe de policia abandonat i l'agafa disposada a combatre.

## Repartiment
- Milla Jovovich: Alice
- Michelle Rodriguez: Rain Ocampo
- Colin Salmon: James "One" Shade
- Eric Mabius: Matt Addison
- James Purefoy: Spence Parks
- Martin Crewes: Chad Kaplan
- Ryan McCluskey: Mr. Grey
- Oscar Pearce: Mr. Green
- Indra Ové: Ms. Black
- Anna Bolt: Dr. Green
- Joseph May: Dr. Blue
- Robert Tannion: Dr. Brown
- Heike Makatsch: Dr. Lisa Addison
- Stephen Billington: Sr. White
- Fiona Glascott: Sra. Gold
- Pasquale Aleardi: J.D. Salinas
- Liz May Brice: Metgessa
- Torsten Jerabek: Commando #1/Vance Drew
- Marc Logan-Black: Commando #2/Alfonso Warner
- Michaela Dicker: Reina Roja
- Jason Isaacs: Dr. William Birkin/narrador (no surt als crèdits)
- Thomas Kretschmann: Major Cain